# Bataille de Piltown
Pour un article plus général, voir Guerre des Deux-Roses.
Guerre des Deux-Roses
Batailles
La bataille de Piltown est un affrontement de la guerre des Deux-Roses. Elle se déroule à l'été 1462 près de Piltown, dans le comté de Kilkenny, et se solde par une victoire de l'armée yorkiste, conduite par Thomas FitzGerald, 7e comte de Desmond et commandant en chef du gouvernement anglais de Dublin, sur les troupes lancastriennes de John Butler, 6e comte d'Ormond, qui perd plus d'un millier d'hommes et est contraint à l'exil. Le folklore local prétend que la bataille a été si violente qu'une rivière rouge sang a parcouru la vallée, d'où les noms de Pill River ou de Piltown (Baile an Phuill en irlandais, « ville du sang »).
Bien qu'étant le seul affrontement de la guerre des Deux-Roses à avoir lieu en Irlande, ce combat met officiellement fin à la présence lancastrienne en Irlande et renforce la mainmise des FitzGerald sur l'île jusqu'au milieu du XVIe siècle. Il s'inscrit dans la rivalité entre les FitzGerald et les Butler, même si ces derniers obtiennent ultérieurement un pardon du roi yorkiste Édouard IV.